# 2016년 조선민주주의인민공화국 해외식당 여종업원 집단탈출 사건
2016년 조선민주주의인민공화국 해외식당 여종업원 집단탈출 사건은 2016년 4월 7일에 조선민주주의인민공화국이 운영하는 해외식당에서 근무하던 남성 지배인 1명과 여성 종업원 12명이 집단으로 대한민국에 월남한 사건이다.
사건이 일어난 시점부터 대한민국 제20대 총선을 겨냥한 정치공작이 아니냐는 비판이 제기되었고, 2018년 월남한 남성 지배인은 자신이 대한민국 국가정보원에 의하여 협박받았다고 주장했고, 여성 종업원 12명은 자신의 의사와 반하여 월남하게 되었다는 의혹이 제기되었다.

## 개요
2016년 4월 8일 대한민국 통일부의 대변인은 '4월 7일에 조선민주주의인민공화국이 중국에서 운영하던 식당의 여성 종업원 12명과 남성 지배인 1명이 외화 상납 요구 등의 압박과 조선민주주의인민공화국 체제의 허구성을 알게 되어 탈북하였다.'면서 이들의 탈북을 공개하였다. 그러면서 정준희 당시 통일부 대변인은 '이들이 모두 자발적으로 탈북하였으며, 누구도 거부하지 않았다.'고 밝혔다. 그러나 이들은 국정원 직원에게 6만 위안(약 1000만원)을 받아 말레이시아행 비행기표를 구매한 것으로 드러났다. 또, 국정원과 지배인의 논의했다는 의혹도 제기되었다.
한편 조선민주주의인민공화국은 이 종업원들이 대한민국 국가정보원에게 납치당한 것이라고 주장하면서 이들을 송환할 것을 요구하였다. 또한 이들의 가족을 서울로 보낼 것이니 대면을 시켜달라고 요구하였지만 대한민국 정부는 이를 거부하였다. 이에 종업원들의 부모들을 내세워 국제사회에 호소하고, 종업원들의 부모들이 대한민국의 변호사 단체인 민주사회를 위한 변호사모임에 탈북자 접견과 석방을 위한 활동을 위임하여 민변이 변호인 접견과 인신보호 청구를 제기했다.
일각에서는 대북제재의 효과로 인해 엘리트 집단이 탈북하는 것이며, 이는 체제 붕괴의 전조라고 주장하였다.

## 종업원 기획탈북 논란
2018년 5월 10일에 탈북 당시 월남을 주도하였던 남성 지배인이 이규연의 스포트라이트에 출연하여 자신이 박근혜 정부 시절 국가정보원의 정보원이 되어 여러 정보를 넘기다가 발각될 위기가 다가와 귀순을 요청하였고, 본인과 부인만 귀순하려고 했지만 국정원 직원이 종업원들을 같이 데리고 오지 않으면 국가안전보위부에 넘기겠다고 협박하였으며, 이에 자신도 종업원들을 협박해 같이 대한민국으로 넘어왔다고 주장했다. 또한 4명 가량의 일부 여종업원들을 취재해 자신들이 자의적 의사로 한국에 온 것이 아니며 북한의 부모님을 뵙고 싶다라는 발언도 녹취했다. 이에 조명균 통일부 장관은 '여종업원들은 자유의사로 대한민국에 와서 생활하고 있다.'고 주장했다.
민주사회를 위한 변호사모임에서는 이병호, 홍용표와 국정원 해외정보팀장을 국정원법 위반 등으로 고발하였으며 종업원 전원에 대한 접견 신청이 번번히 묵살되어 이를 위한 국정원장 면담을 신청했다.
2018년 7월 10일, 토마스 오헤아 킨타나 유엔 북한인권 특별보고관이 “일부 종업원들은 목적지에 대해 기만 당한 채 한국에 왔다”고 규정했다.
토마스 오헤아 킨타나 유엔 북한인권 특별보고관은 10일 중국 내 북한 식당에서 일하다 집단 탈출한 종업원들과 관련해 "이들이 중국에서 자신들 의사에 반해 납치된 것이라면 범죄로 간주해야 한다"고 말했다.
지난 2일부터 한국을 방문한 킨타나 보고관은 이날 오전 서울 프레스센터에서 방한을 마무리하는 기자회견을 하고 이같이 밝힌 뒤 "한국 정부는 이에 대해 분명히 조사해서 책임자를 규명해야 할 것"이라며 "철저하고 독립적 진상규명조사가 필요하다"고 강조했다. 그는 방한 기간 식당 종업원 12명 가운데 일부와 면담을 한 사실도 밝혔다.
이에 백태현 통일부 대변인은 "종업원들은 자유의사에 따라 입국한 것으로 알고 있으며, 이에 추가적으로 언급할 사안은 없다."고 재차 입장고수 방침을 확인했다.